# Адміністративний устрій Каховського району
Адміністративний устрій Каховського району — адміністративно-територіальний поділ  Каховського району Херсонської області на 1 селищну громаду, 3 сільські громади та 8 сільських рад, які об'єднують 44 населені пункти та підпорядковані Каховській районній раді. Адміністративний центр — місто Каховка, що є містом обласного значення і до складу району не входить.

## Список громадКаховського району
- Зеленопідська сільська громада
- Любимівська селищна громада (також увійшла одна рада Горностаївського району)
- Роздольненська сільська громада
- Тавричанська сільська громада
- Таврійська міська громада (обласного підпорядкування, увійшла одна з рад)

## Список радКаховського району(з 2016 року)
| № | Назва                             | Центр           | Населені пункти                            | Площа км² | Місце за площею | Населення (2001), чол. | Місце за населенням | Розташування |
| - | --------------------------------- | --------------- | ------------------------------------------ | --------- | --------------- | ---------------------- | ------------------- | ------------ |
| 1 | Волинська сільська рада           | с-ще Волинське  | с-ще Волинське с-ще Остапенка              |           |                 |                        |                     |              |
| 2 | Коробківська сільська рада        | c. Коробки      | c. Коробки                                 |           |                 |                        |                     |              |
| 3 | Костогризівська сільська рада     | c. Костогризове | c. Костогризове с. Богданівка с. Наталівка |           |                 |                        |                     |              |
| 4 | Малокаховська сільська рада       | c. Малокаховка  | c. Малокаховка                             |           |                 |                        |                     |              |
| 5 | Новокам'янська сільська рада      | c. Новокам'янка | c. Новокам'янка                            |           |                 |                        |                     |              |
| 6 | Розо-Люксембургська сільська рада | c-ще Федорівка  | c-ще Федорівка с-ще Слиненка с-ще Сокирки  |           |                 |                        |                     |              |
| 7 | Семенівська сільська рада         | c. Семенівка    | c. Семенівка                               |           |                 |                        |                     |              |
| 8 | Чорнянська сільська рада          | c. Чорнянка     | c. Чорнянка                                |           |                 |                        |                     |              |

## Список радКаховського району(до 2016 року)
| №  | Назва                             | Центр                    | Населені пункти                                                                                  | Площа км² | Місце за площею | Населення (2001), чол. | Місце за населенням | Розташування |
| -- | --------------------------------- | ------------------------ | ------------------------------------------------------------------------------------------------ | --------- | --------------- | ---------------------- | ------------------- | ------------ |
| 1  | Любимівська селищна рада          | смт Любимівка            | смт Любимівка с-ще Завітне                                                                       |           |                 |                        |                     |              |
| 2  | Василівська сільська рада         | с. Василівка             | с. Василівка с. Комишанка с. Лук'янівка с. Софіївка                                              |           |                 |                        |                     |              |
| 3  | Волинська сільська рада           | с-ще Волинське           | с-ще Волинське с-ще Остапенка                                                                    |           |                 |                        |                     |              |
| 4  | Дмитрівська сільська рада         | c. Дмитрівка             | c. Дмитрівка с. Діброва                                                                          |           |                 |                        |                     |              |
| 5  | Дудчинська сільська рада          | c. Дудчине               | c. Дудчине с. Любимо-Мар'ївка с. Любимо-Павлівка                                                 |           |                 |                        |                     |              |
| 6  | Заозерненська сільська рада       | c. Заозерне              | c. Заозерне с. Ольгівка                                                                          |           |                 |                        |                     |              |
| 7  | Кам'янська сільська рада          | c. Кам'янка              | c. Кам'янка с. Сергіївка с. Цукури с. Червоне Поділля                                            |           |                 |                        |                     |              |
| 8  | Коробківська сільська рада        | c. Коробки               | c. Коробки                                                                                       |           |                 |                        |                     |              |
| 9  | Костогризівська сільська рада     | c. Костогризове          | c. Костогризове с. Богданівка с. Наталівка                                                       |           |                 |                        |                     |              |
| 10 | Малокаховська сільська рада       | c. Малокаховка           | c. Малокаховка                                                                                   |           |                 |                        |                     |              |
| 11 | Новокам'янська сільська рада      | c. Новокам'янка          | c. Новокам'янка                                                                                  |           |                 |                        |                     |              |
| 12 | Роздольненська сільська рада      | c. Роздольне             | c. Роздольне с. Вільна Україна                                                                   |           |                 |                        |                     |              |
| 13 | Розо-Люксембургська сільська рада | c-ще Федорівка           | c-ще Федорівка с-ще Слиненка с-ще Сокирки                                                        |           |                 |                        |                     |              |
| 14 | Семенівська сільська рада         | c. Семенівка             | c. Семенівка                                                                                     |           |                 |                        |                     |              |
| 15 | Слобідська сільська рада          | c. Архангельська Слобода | c. Архангельська Слобода                                                                         |           |                 |                        |                     |              |
| 16 | Тавричанська сільська рада        | c. Тавричанка            | c. Тавричанка с. Мар'янівка с. Скворцівка с. Солідарне                                           |           |                 |                        |                     |              |
| 17 | Червоноперекопська сільська рада  | c-ще Червоний Перекоп    | c-ще Червоний Перекоп с-ще Зелена Рубанівка с. Калинівка с. Петропавлівка с. Подівка с. Просторе |           |                 |                        |                     |              |
| 18 | Чорноморівська сільська рада      | c. Чорноморівка          | c. Чорноморівка                                                                                  |           |                 |                        |                     |              |
| 19 | Чорнянська сільська рада          | c. Чорнянка              | c. Чорнянка                                                                                      |           |                 |                        |                     |              |

* Примітки: м. — місто, с-ще — селище, смт — селище міського типу, с. — село